# Nintendo Switch
Nintendo Switch er en spillekonsol udviklet af Nintendo. Konsollen var kendt under kodenavnet NX frem til afsløringen den 20. oktober 2016, og blev lanceret internationalt den 3. marts 2017. Nintendo betragter Switch som en "hybrid"-konsol: Den er primært designet som en hjemmekonsol, hvor hovedenheden placeres i en dockingstation for at oprette forbindelse til et fjernsyn. Alternativt kan den fjernes fra dockingstationen og bruges på samme måde som en tablet-computer via dens LCD touchscreen eller placeres i en stand-alone tabletop tilstand, synlig for flere spillere.
Nintendo Switch bruger trådløse Joy-Con-controllere, som har standardknapper, analoge kontrolpinde og bevægelsesfølsomhed og som kan give tilbagemeldinger i form af vibrationer. Joy-Con kan fastgøres på begge sider af konsollen som gør den egnet til håndholdt spil, eller fastgøres til tilbehør, for at tage form som en traditionel kontroller eller bruges individuelt i hånden på samme måde som Wii Remote og Nunchuk.
Nintendo har per 31. december 2020 solgt 79,87 millioner Nintendo Switch-konsoller. De bedst sælgende spil til konsollen er blandt andre The Legend of Zelda: Breath of the Wild (enogtyve millioner), Super Smash Bros. Ultimate (toogtyve millioner), Animal Crossing: New Horizons (enogtredive millioner) og Mario Kart 8 Deluxe (treogtredive millioner kopier).